# Emili Armengol i Abril

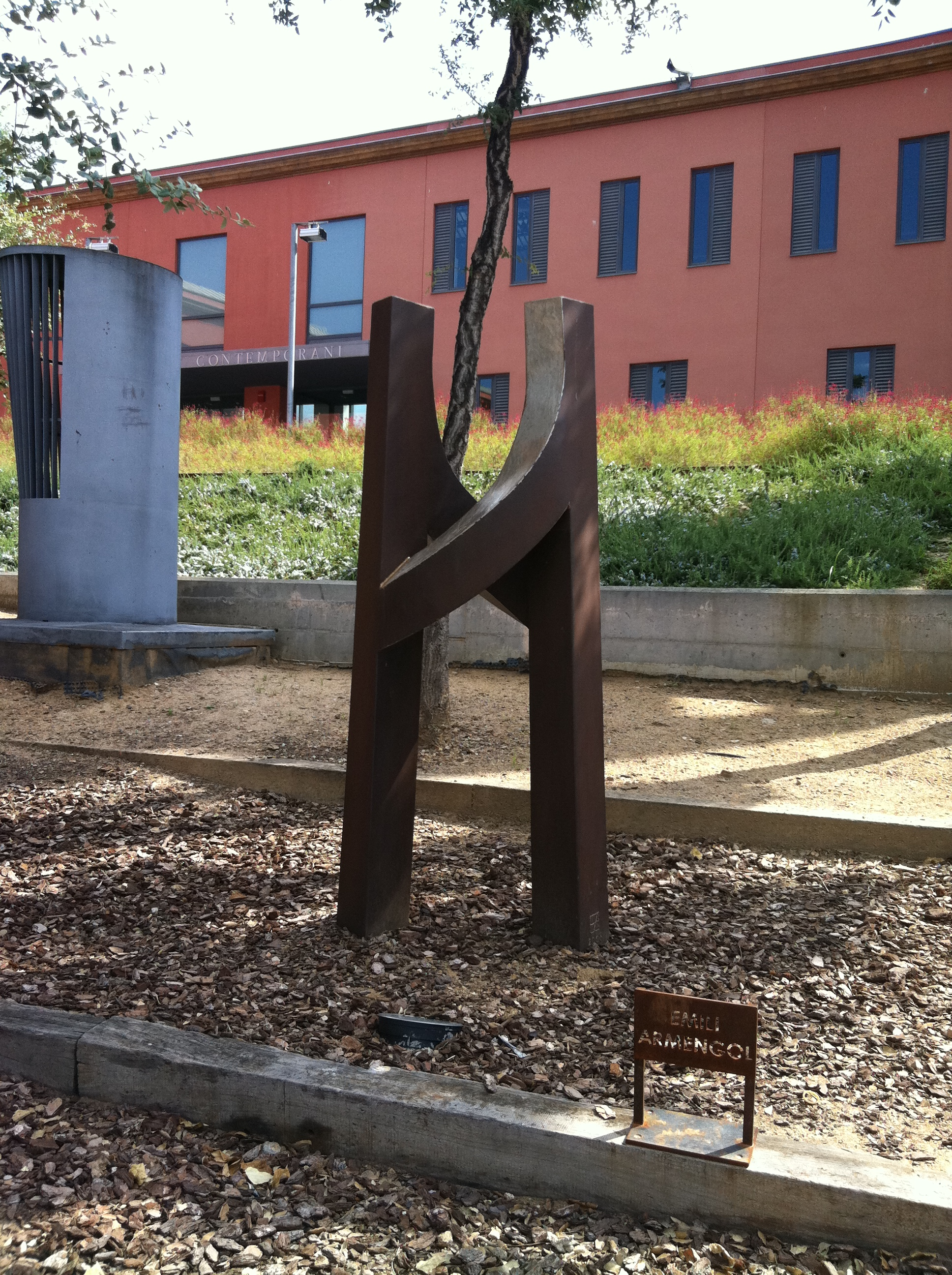
Obra al Jardí d'escultures de Palafrugell.

Emili Armengol i Abril (Barcelona, 1943) és un escultor català. És fill del joier i pintor Emili Armengol i Gall. Va realitzar la seva primera exposició com a escultor el 1968, amb obres de format mitjà. És un dels escultors catalans de la Modernitat i pertany a la tercera generació de la postguerra. Ha rebut la condecoració de Cavaller de l'Orde de les Arts i les Lletres del Ministeri de Cultura de França. i la Creu de Sant Jordi (2016) de la Generalitat de Catalunya que va destacar-lo com un dels escultors catalans amb més domini dels mitjans expressius i força creativa.
Treballa sobretot amb formes orgàniques, amb perfils arrodonits i combinant sovint diversos materials. Segons Maria Lluïsa Borràs, és un dels escultors catalans de la modernitat amb més domini dels mitjans expressius i amb més força creativa.
Reconegut per les seves escultures monumentals, la seva obra suma un conjunt de portes de referència a l'espai públic, entre d'altres 'La porta de Sarrià', 'La Porta dels Països Catalans' (2003) i la més recent 'La porte de la Liberté' (2019), dedicada a la memòria de l'exili republicà.
La relació d'Emili Armengol amb el mar és molt intensa. Ho és per la seva creació de peixos que ha presentat en un seguit d'exposicions i també per ser l'armador i patró del sardinal 'Sa rata', barca centenària de vela llatina amb la que ha recorregut moltes milles a banda i banda del mar Balear,

## Obres destacades[9]
- Replegament d'un cercle, (1975), al Museu d'Art de Girona, Girona.
- Malaltia i Salut, (1982) Escultura 75è Aniversari Hospital Clínic de Barcelona, Barcelona.
- Noeud de l'amitié (Nús de l'Amistat), (1984), St. Pierre sur Mer, França.
- Monument al gos d'atura, (1985), a Castellar de n'Hug.
- Drac, (1986) Escultura-Font, El Prat del Llobregat, Barcelona.
- Monument 10 Anys d'Ajuntaments Democràtics, (1989), Mora la Nova, Tarragona.
- Venus del Miliu, (1989), Torroella de Montgrí, Girona.
- Julia, (1991), Andorra la Vella, Principat d'Andorra.
- La Porta de Sarrià, (1992), situada a la Via Augusta, a tocar del passeig de la Bonanova, a Barcelona.
- Conversa, grupo escultòric, (1992), L'Hospitalet del Llobregat, Barcelona.
- Monument a la Constitució, (1993), Andorra.
- Perfil, (1996), Col·legi d'Enginyers Tècnics Industrials de Barcelona, Barcelona.
- Olympic Flag, (1999) Olympic Museum, Lausanne, Suïssa.
- Fundació Vila-Casas, (2001) Pals, Girona.
- La Nostra Gent, (2002) Terrassa, Barcelona.
- Un amic és per a sempre, (2003) Kyonggi Parc, Corea del Sud.
- Porta dels Països Catalans, (2003), a Salses, a la Catalunya Nord.[10]
- "A", (2004), Acadèmia de Ciències Mèdiques de Catalunya i les Balears, Barcelona.
- Porta de Mig dia, (2007), Pollença, Mallorca.
- Xiprer, (2010), Carrícola, Valencia.
- DAEG, (2011), Jardins de Can Mario, Palafrugell, Girona.
- La Porta de la Tramuntana, (2012), Art Park, Cassa de la Selva, Girona.
- La Venus del Miliu, (2012), Museu d'Art de Tossa, Tossa de Mar, Girona.
- Cuadrante Solar, (2013), Espacio escultórico del Desierto, San Luís Potosí, Mexico.
- SKULD, (2013), Miami FL, USA.
- La Porta de la Tramuntana 2, (2014), Platja d'Aro, Girona.
- El Bastiment d'en Pep, (2015),Museu d'Història de Cambrils Tarragona.
- Pilars, (2017), Fundació Laboral de la Construcció de Catalunya, Badalona.
- Porta de la Llibertat El Barcarès, (2019), França.

## Exposicions individuals[calcitació]
- 1968-1969, Sala Lanua, Barcelona.
- 1975, Galeria-Teatre de l'Hostal, Cadaqués, Girona.
- 1976, Galeria Ses Voltes, Cadaqués, Girona.
- 1976, Galeria Subex, Barcelona.
- 1977, Galeria Tòtem, Barcelona.
- 1977, Galeria Arimany, Tarragona.
- 1977, Galeria Castrum de Fels, Castelldefels, Barcelona.
- 1977, Galeria d'Olot, Olot, Girona.
- 1978, Galeria Uno, Cadaqués Girona
- 1978, Galeria Palau de Caramany, Girona
- 1978, Galeria Cànem, Castelló de la Plana Castelló
- 1978, Atelier Bernd Munsteiner, Stipshausen, Alemanya
- 1979, Gallery Smykkeform, Lyngby, Dinamarca
- 1979, Galeria Carl van Deer Vort, Eivissa, I. Balears.
- 1979, Galeria Totem, Barcelona.
- 1990, Galeria La Sirena, Cadaqués, Girona.
- 1990, Reklama ‘90, (Moscou), URSS.
- 1991, Galeria d'Enric Cassany, Andorra la Vella, Principat d'Andorra.
- 1994, Galeria A Porta Tancada, Barcelona.
- 1994, Atelier Bernd Munsteiner, Stipshausen, Alemanya.
- 1995, Galeria de Palau, Girona.
- 1996, “Tots els homes són iguals?”, 3 Punts Galeria d'Art, Barcelona.
- 1996, “Tots els homes són iguals?”, Esteban D. Show Room, Tarragona.
- 1998, The Roger Smith Gallery, Nova York, USA
- 1999-2000, “Absències”, 3 Punts Galeria d'Art, Barcelona.
- 2002, SpazioBoccainGalleria, Libreria Bocca, Milà, Itàlia.
- 2004, “Peixos”, Fundació Àngel Planells, Blanes, Girona.
- 2005, Fort de Bellegarde, Le Perthús, França.
- 2006, “On the Rocks”, Galeria de la Riba, Cadaqués, Girona.
- 2008, “On the Rocks”, Galeria Joan Planellas,Tossa de Mar, Girona.
- 2008, “Runes”, Galeria Atrium, Torroella de Montgrí, Girona.
- 2008-2009, “Runes”, Museu Etnològic d'Amer, Amer, Girona.
- 2009, “Runes”, Palau Marcel·lí 2a Ruta de l'Art, Castelló d'Empúries, Girona.
- 2009-2010, “On the Rocks”, Museu de la Pesca de Palamós, Palamós, Girona.
- 2010, “On the Rocks”, Portal de la Gallarda, 3a Ruta de l'Art, Castelló d'Empúries, Girona.
- 2010, “Girona Temps de Flors”, Jardí dels Alemanys, Girona.
- 2011, “On the Rocks”, Casa Clara, 4ª Ruta de l'Art, Castelló d'Empúries, Girona.
- 2011, “Girona Temps de Flors”, Jardí dels Alemanys, Girona.
- 2011, “Armengol 3 Generacions”, Celler Espelt, Vilajuïga, Girona.
- 2012, “Runas”, Obra Social Ibercaja, Terol.
- 2012, “On the Rocks”, Museu d'Art de Tossa, Tossa de Mar, Girona.
- 2012, "Les Tres dimensions de les Runes", Llotja d'el Tint (Tint XXI), Banyoles, Girona.
- 2012, “Presències”, Casa Clara, 5ª Ruta de l'Art, Castelló d'Empúries, Girona.
- 2012, "Girona temps de Flors", Jardins John Lennon, Girona.
- 2013, “Les tres dimensions de les Runes”, Museu de la Mediterrània, Torroella de Montgrí, Girona.
- 2013, “On the Rocks”, Tinglado 4, Museu del Port de Tarragona, Tarragona.
- 2013, “Les tres dimensions de les Runes”, La Rectoria, Sant Pere de Vilamajor, Barcelona.
- 2013, “Emili Armengol Visió antològica”, Palau de Benedormiens, Castell d'Aro, Girona.
- 2013, “Girona Temps de Flors”, Jardins dels Alemanys, Girona.
- 2014, “Sculptures on the Rocks”, Galerie Etienne de Caussans, Paris, França.
- 2014, “Peix al Cove!!”, Museu de l'Anxova de L'Escala, L'Escala, Girona.
- 2014, "Escultures gran format", Parc dels Estanys, Platja d'Aro, Girona.
- 2014, “Calada a la roca Llarga!!”, Espai Cultural Can Bisa, Vilassar de Mar, Barcelona.
- 2014, “Swimming in the air”, Hannah Peschar Sculpture Garden, Ockley - Surrey, UK
- 2014, “Pesquera amb la Rosa Tecla”, Museu d'Història de Cambrils, Cambrils, Tarragona.
- 2014, “Les tres Dimensions de les Runes”, Espai d'Art de l'Abadia, Sant Joan de les Abadesses, Girona.
- 2014, “Swimming in the air”, Tom Maddock Gallery, Barcelona.
- 2014, “Venus del Miliu”, 6ª Ruta de l'Art, Portal de la Gallarda, Castelló d'Empúries, Girona.
- 2014, “Mola de Peixos”, Celler Espelt, Vilajuïga, Girona.
- 2015, “Swimming in the air”, Nina Torres / Fine Art Gallery, Miami, USA
- 2015, “Les tres dimensions de les Runes”, Museu del Monestir de Sant Cugat, Sant Cugat del Vallès, Barcelona.
- 2015, “Les tres dimensions de les Runes”, Can Mario, Fundació Vila Casas, Palafrugell, Girona.
- 2015, “Les tres dimensions de les Runes”, Tom Maddock Gallery, Vilanova del Vallès, Barcelona.
- 2015, “Nedant pel Castell”, Castell de Palol de Revardit, Girona.
- 2015, “Nedant a la Tramuntana”, 8ª Ruta de l'Art, Portal de la Gallarda, Castelló d'Empúries, Girona.
- 2015, “Grans Formats”, White Summer Festival, Pals, Girona.
- 2016, “Peixos”, 9ª Ruta de l'Art, Portal de la Gallarda, Castelló d'Empúries, Girona.
- 2016, “Nedant al Portal”, 9ª Ruta de l'Art, Portal de la Gallarda, Castelló d'Empúries, Girona.
- 2016, “Nedant al Poal”, Galeria Patrick Domken, Cadaqués, Girona.
- 2016, “Runes”, White Summer Festival, Pals, Girona.
- 2017, “Les tres dimensions de les Runes”, al Temple Romà de Vic, Barcelona.
- 2017, "Peix de Roca", Galeria Patrick Domken, Cadaqués, Girona.
- 2018, “Nedant pel Call”, Espai dels amics del Md'A, Girona.
- 2018, “Les 3 dimensions de les Runes”, Museu Etnològic de Ripoll, Barcelona.
- 2019, “Nedar, flotar, navegar”, Castell de Calonge, Girona.

## Premis i reconeixements
- 1963, Premi Cambra Oficial d'Indústria, Barcelona.[cal citació]
- 1964, Premi Santiago Marco, Barcelona.[cal citació]
- 1973, Medalla de Bronze, IV Bienal Internacional del Deporte en las Bellas Artes, Madrid.[cal citació]
- 1975, Medalla d'or i primer premi d'Escultura, Diputació de Girona[11]
- 1979, Premi especial VII Bienal Internacional de l'Eport en las Belles Arts, Barcelona.[cal citació]
- 2007, Condecoració de "Cavaller de l'Orde de les Arts i les Lletres", del Ministeri de Cultura de França.[3]
- 2016, Creu de Sant Jordi, Generalitat de Catalunya.